# Datilografia

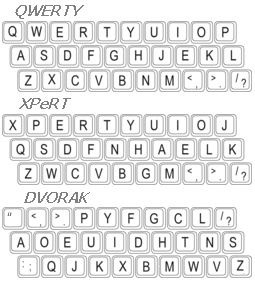
Tipos de disposição de teclado

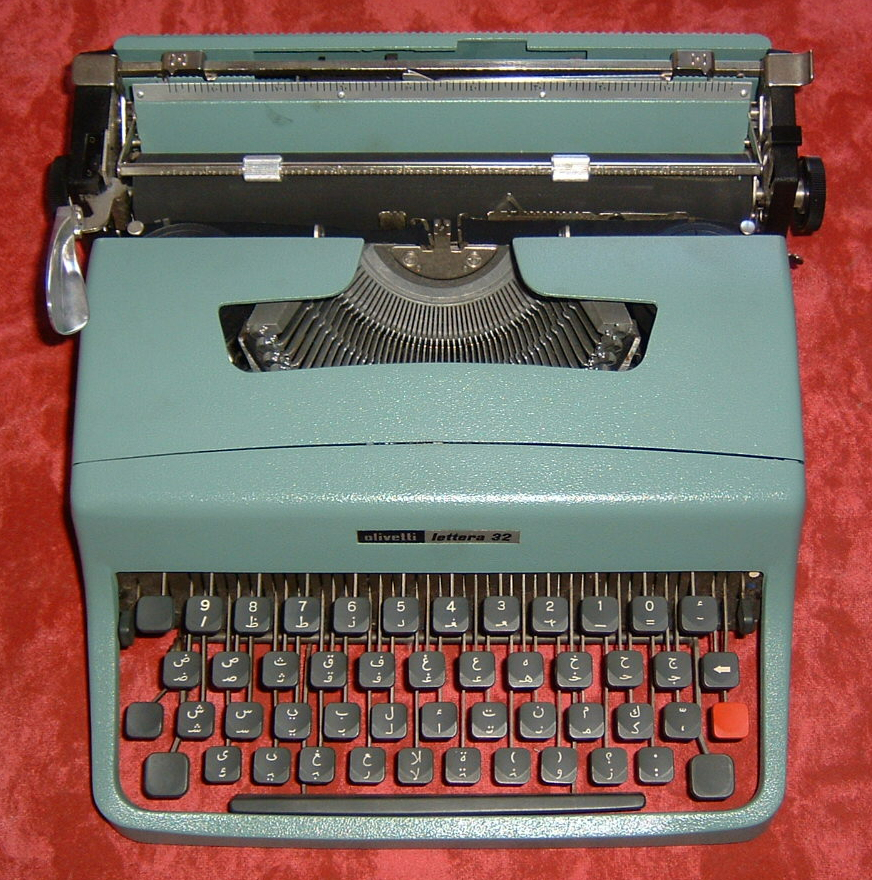
Máquina de escrever

A datilografia (AO1945:Dactilografia) é a técnica de digitar sem olhar muito para as teclas e com certa velocidade. Existem dois padrões principais para os teclados: QWERTY e Dvorak.

## Técnica
A técnica básica de datilografia consiste em manter os pulsos erguidos, ao invés de apoiá-los sobre a mesa, pois isso pode causar síndrome do túnel carpal. O datilógrafo deve manter os cotovelos ao lado do corpo, levantar ligeiramente as mãos sobre o teclado. A maneira mais eficiente de datilografar é manter os olhos na tela do dispositivo, corrigindo possíveis erros mais rapidamente. Essa técnica se chama datilografia por toque. Quando não a utiliza, diz-que a pessoa está "catando milho". Atualmente, quase todo teclado possui marcas sobre as letras F e J, que servem para o datilógrafo encontrar a posição inicial de digitação apenas com o tato. Para pôr os dedos na posição inicial, basta colocar os dedos indicadores sobre as teclas marcadas, e os outros dedos sobre as teclas imediatamente vizinhas.

## Estrutura Básica
Os teclados são essencialmente formados por um arranjo de botões retangulares, ou quase retangulares, denominados teclas. Cada tecla tem um ou mais caracteres impressos ou gravados em baixo relevo em sua face superior, sendo que, aproximadamente, cinqüenta por cento das teclas produzem letras, números ou sinais (denominados caracteres). Entretanto, em alguns casos, o ato de produzir determinados símbolos requer que duas ou mais teclas sejam pressionadas simultaneamente ou em seqüência. Outras teclas não produzem símbolo algum; todavia, afetam o modo como o microcomputador opera ou agem sobre o próprio teclado.

## Posição dos dedos e mãos
Habitual:
Somente com a mão direita:
Somente com a mão esquerda:

## Modelos
O teclado usado pela grande maioria dos computadores brasileiros, conhecido como Teclado ABNT 101/102 Teclas. Ele é também chamado ABNT padrão. Ele se destaca por apresentar o cê-cedilha (ç) à direita da letra "L". Esta configuração foi usada pelas máquinas de escrever e os primeiros teclados de computador no Brasil.
Para uma melhor adaptação da digitação em computadores a ABNT atualizou o padrão, trocando a posição de alguns caracteres como o colchete e interrogação. Este teclado alterado passou a ser identificado como ABNT2, e é a configuração padrão oficial.

## Software livre de datilografia
- GNU Typist (em inglês)
- KTouch (em inglês)
- Mecanog
- Tux Typing Tutor (em inglês)